# هالوژن‌دار کردن رادیکالی
هالوژن‌دار کردن رادیکالی (انگلیسی: Free-radical halogenation) گونه‌ای از واکنش هالوژن‌دار کردن است که دارای سازوکار رادیکالی است. در طی این واکنش آلکان‌ها یا استخلاف‌های آلکیل آروماتیک در معرض اشعه ماورای بنفش و در حضور یک مولکول هالوژن، تشکیل یک مولکول هالوژن دار را می‌دهند. این واکنش در تولید ترکیباتی چون کلروفرم (CHCl۳), دی‌کلرومتان (CH۲Cl۲), و هگزاکلروبوتادی‌ان کاربرد دارد.
به عنوان مثال می‌توان به واکنش متان و گاز کلر اشاره کرد:
۱. شکسته شدن پیوند در مولکول کلر و تشکیل رادیکال کلر:

۲. واکنش زنجیره‌ای  برخورد رادیکال‌های کلر و تشکیل محصولات کلر دار به همراه رادیکال‌های متیل:
۳. برخورد دو رادیکال و پایان زنجیره واکنش رادیکالی:

همانطور که در سازوکار واکنش نیز مشخص است، این واکنش شامل محصول جانبی اتان نیز می‌شود.
نهایتاً واکنش کلی به این صورت خواهد بود: